# Amtsgericht Trittau
Koordinaten: 53° 36′ 23″ N, 10° 25′ 3,5″ O

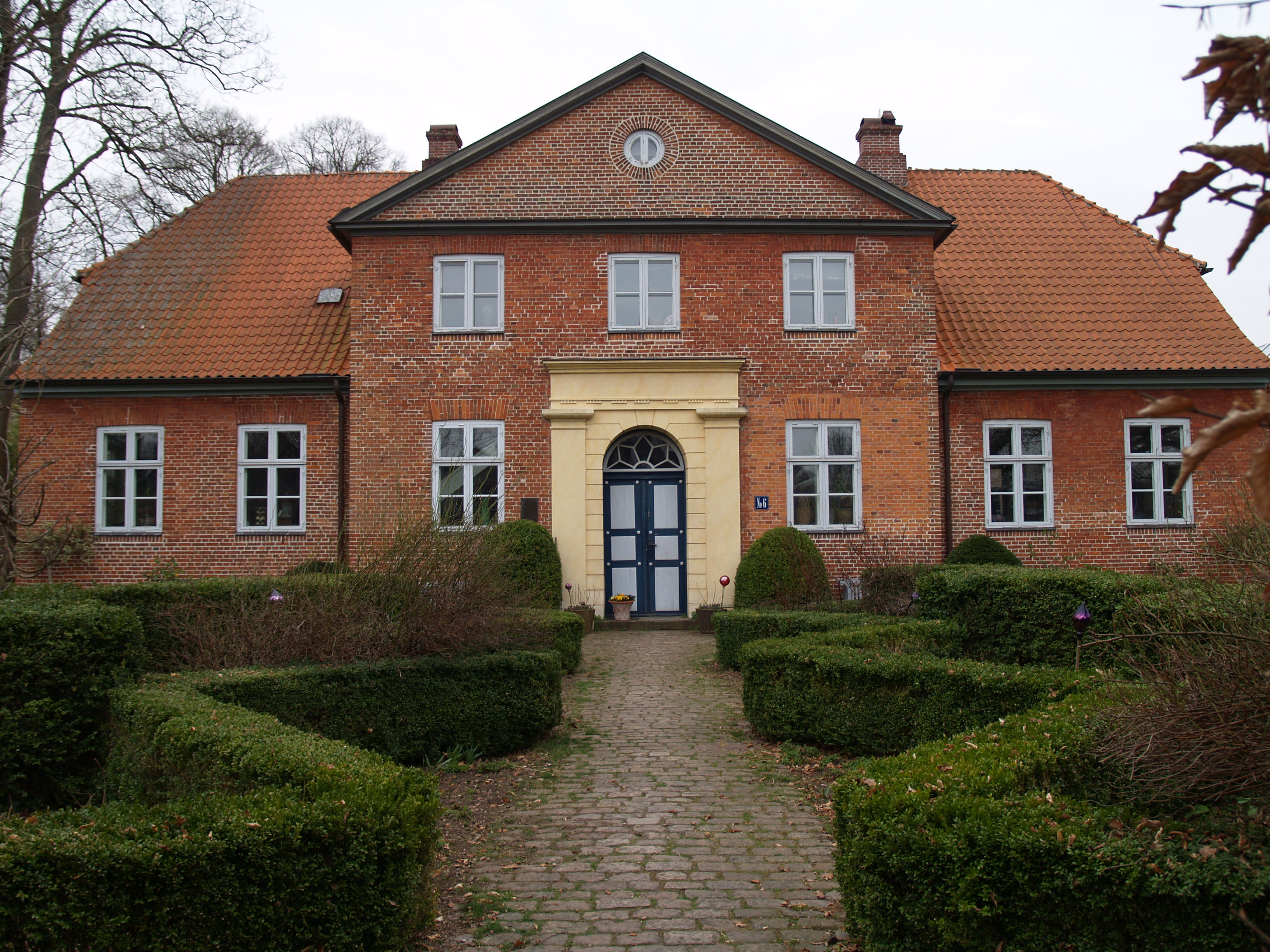
Ehem. Amtsgerichtsgebäude (2013)

Das Amtsgericht Trittau war ein deutsches Amtsgericht mit Sitz in Trittau.

## Geschichte
Mit der Annexion Schleswig-Holsteins wurden 1867 in der nunmehr preußischen Provinz fünf Kreisgerichte und das übergeordnete Appellationsgericht Kiel eingerichtet. Als Eingangsgerichte wurden Amtsgerichte geschaffen, darunter das Amtsgericht Trittau als eines von 13 Amtsgerichten des Kreisgerichts Altona. Den Gerichtssprengel bildeten die kirchlichen Kirchspiele Trittau, Eichede und Sieck mit Ausnahme von Langeloh, Lasbeck und Rohlfshagen sowie den Ahrensburger Anteil des Kirchspiels Sieck (Meilsdorf). Mit dem Inkrafttreten des deutschen Gerichtsverfassungsgesetzes am 1. Oktober 1879 wurden reichsweit einheitlich Amts-, Land- und Oberlandesgerichte geschaffen. Das Amtsgericht Trittau blieb bestehen und war nun dem Landgericht Altona nachgeordnet. Sein Gerichtsbezirk umfasste nun aus dem Kreis Stormarn die Gemeindebezirke Eichede, Grande, Großensee, Grönwohld, Hamfelde, Hohenfelde, Hoisdorf, Köthel, Kronshorst, Lütjensee, Mollhagen, Oetjendorf, Papendorf, Rausdorf, Siek, Sprenge, Todendorf, Trittau und Witzhave sowie die Gutsbezirke Todendorf (Forstgutsbezirk) und Trittau (Forstgutsbezirk). Am Gericht bestand 1880 eine Richterstelle. Das Amtsgericht war damit ein kleines Amtsgericht im Landgerichtsbezirk.
Mit dem Groß-Hamburg-Gesetz von 1937 wurde das Amtsgericht Trittau dem Landgericht Lübeck zugeordnet. Im Jahre 1994 wurde das Amtsgericht Trittau aufgelöst.

## Amtsgerichtsgebäude
Das Amtsgerichtsgebäude (Möllner Straße 6) steht unter Denkmalschutz.

## Richter
- Franz Groth (1879–1884)